# Batalla de Xiangyang

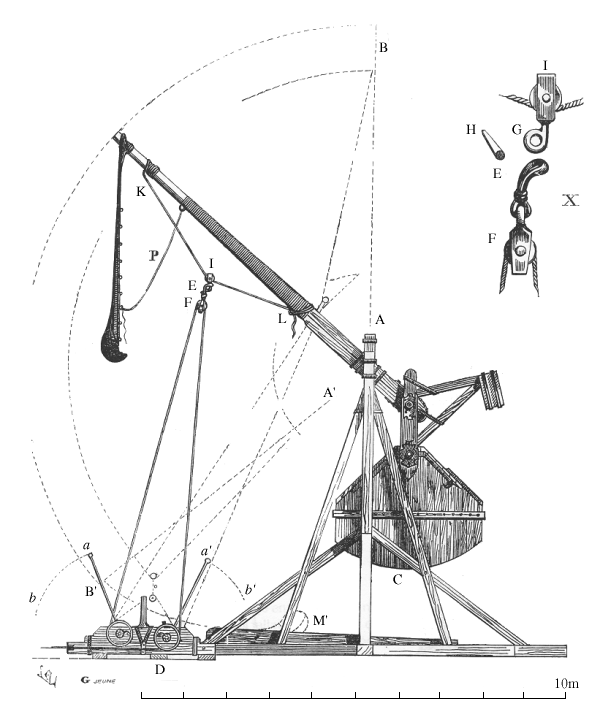
Trabuco con contrapeso.

La batalla de Xiangyang (en chino tradicional, 襄陽之戰; en chino simplificado, 襄阳之战; pinyin, Xiāngyáng zhī zhàn) o batalla de Xiangfan (en chino tradicional, 襄樊之戰; en chino simplificado, 襄樊之战; pinyin, Xiāngfán zhàn) fue un asedio a la ciudad china de Xiangyang, considerada una de las más grandes de la dinastía Song, durante los años 1267 a 1273. En ella, Kublai Khan, emperador mongol de la dinastía Yuan, se enfrentó a la china dinastía Song del Sur.
En 1267, el ejército mongol llegó a la ciudad y comenzó el asedio, que trajo consigo una escasez de suministros para las fuerzas chinas. La prolongación del asedio hizo que el ejército mongol tuviera que mandar fuerzas al sitio continuamente. La lucha consistió en el cerco de las ciudades gemelas de Fancheng y Xiangyang, actual Hubei, acompañado de constantes escaramuzas y el asalto gradual de las posiciones defensivas chinas. El terreno boscoso y montañoso unido a los constantes fuertes que lo ocupaban impidieron el uso de su tradicional caballería por los mongoles y favorecieron el uso de armas de fuego y cañones chinos en la captura de Fancheng y de los puestos de avanzada song de Sichuan y Yuezhou.
La prolongación del asedio hizo que Kublai Khan perdiera la paciencia. Entonces consiguió que su hermano Abagha le mandara desde Persia trabucos con contrapeso, que le permitió derribar las murallas de Xiangyang en 1273. Tras un combate arduo, la ciudad cayó y su comandante, Lü Wenhuan, se rindió.  
Tras la victoria las fuerzas Yuan, estimadas en 200.000 hombres, entraron en el corazón del territorio Song tras más de tres décadas de exitosa resistencia china gracias a que Xiangyang tenía el estratégico control del río Han tras su conquista los mongoles pudieron enviar sus flotas por este río hacia el Yangtsé en 1275 y los Song perdieron su principal barrera defensiva natural. Las demás ciudades chinas fueron fácilmente conquistadas, y en 1279, la dinastía Song cayó con la breve batalla de Yamen.